# Neptis leuconata
Neptis leuconata är en fjärilsart som beskrevs av Butler 1879. Neptis leuconata ingår i släktet Neptis och familjen praktfjärilar. Inga underarter finns listade i Catalogue of Life.